# هيلج ليندبرغ
هيلج ليندبرغ (بالفنلندية: Helge Lindberg)‏ هو مغني فنلندي، ولد في 1 أكتوبر 1887، وتوفي في 3 يناير 1928 بسبب ذات الرئة.